# Copa México 1965-1966
La Copa México 1965-1966 è stata la cinquantesima edizione del secondo torneo calcistico messicano e la ventitreesima nell'era professionistica del calcio messicano. È cominciata il 10 febbraio e si è conclusa il 12 aprile 1966. La vittoria finale è stata del Necaxa.

## Formula
Le 16 squadre partecipanti si affrontano, nella prima fase (in gare di andata e ritorno), in quattro gironi composti da 4 squadre per ogni girone. Le quattro squadre prime classificate di ogni girone partecipano alle semifinali (in gare di andata e ritorno), e conseguentemente le due squadre vincitrici alla finale.

## Prima fase

### Girone A

#### Classifica
| Squadra           | Pt | G | V | N | P | GF | GS | DG |
| ----------------- | -- | - | - | - | - | -- | -- | -- |
| León              | 11 | 6 | 5 | 1 | 0 | 15 | 6  | +9 |
| Deportivo Morelia | 7  | 6 | 3 | 1 | 2 | 11 | 10 | +1 |
| Monterrey         | 3  | 6 | 1 | 1 | 4 | 4  | 8  | -4 |
| Atlante           | 3  | 6 | 1 | 1 | 4 | 3  | 9  | -6 |

#### Risultati
| Data         | Luogo                 | Squadra 1         | Risultato | Squadra 2         |
| ------------ | --------------------- | ----------------- | --------- | ----------------- |
| 10 feb. 1966 | Estadio Universitario | Atlante           | 0 - 2     | León              |
| 13 feb. 1966 | Estadio Tecnológico   | Monterrey         | 2 - 0     | Deportivo Morelia |
| 20 feb. 1966 | Estadio V.Carranza    | Atlante           | 2 - 1     | Deportivo Morelia |
| 20 feb. 1966 | Estadio La Martinica  | León              | 2 - 1     | Monterrey         |
| 26 feb. 1966 | Estadio Universitario | Atlante           | 2 - 0     | Monterrey         |
| 27 feb. 1966 | Estadio La Martinica  | León              | 3 - 2     | Deportivo Morelia |
| 6 mar. 1966  | Estadio La Martinica  | León              | 4 - 0     | Atlante           |
| 6 mar. 1966  | Estadio V.Carranza    | Deportivo Morelia | 3 - 1     | Monterrey         |
| 9 mar. 1966  | Estadio Universitario | Atlante           | 0 - 1     | Deportivo Morelia |
| 13 mar. 1966 | Estadio Tecnológico   | Monterrey         | 0 - 1     | León              |
| 20 mar. 1966 | Estadio Tecnológico   | Monterrey         | 0 - 0     | Atlante           |
| 20 mar. 1966 | Estadio V.Carranza    | Deportivo Morelia | 3 - 3     | León              |

### Girone B

#### Classifica
| Squadra      | Pt | G | V | N | P | GF | GS | DG  |
| ------------ | -- | - | - | - | - | -- | -- | --- |
| América      | 10 | 6 | 4 | 2 | 0 | 13 | 6  | +7  |
| Guadalajara  | 8  | 6 | 3 | 2 | 1 | 13 | 4  | +9  |
| CD Zacatepec | 4  | 6 | 1 | 2 | 3 | 7  | 10 | -3  |
| Cruz Azul    | 2  | 6 | 0 | 2 | 4 | 3  | 16 | -13 |

#### Risultati
| Data         | Luogo                   | Squadra 1    | Risultato | Squadra 2    |
| ------------ | ----------------------- | ------------ | --------- | ------------ |
| 13 feb. 1966 | Estadio 10 de diciembre | Cruz Azul    | 0 - 5     | Guadalajara  |
| 13 feb. 1966 | Estadio A.C.Díaz        | CD Zacatepec | 2 - 3     | América      |
| 17 feb. 1966 | Estadio Jalisco         | Guadalajara  | 1 - 1     | América      |
| 20 feb. 1966 | Estadio 10 de diciembre | Cruz Azul    | 1 - 1     | CD Zacatepec |
| 23 feb. 1966 | Estadio Universitario   | América      | 3 - 0     | Cruz Azul    |
| 27 feb. 1966 | Estadio Jalisco         | Guadalajara  | 2 - 1     | CD Zacatepec |
| 2 mar. 1966  | Estadio Universitario   | América      | 3 - 1     | CD Zacatepec |
| 6 mar. 1966  | Estadio Jalisco         | Guadalajara  | 4 - 0     | Cruz Azul    |
| 12 mar. 1966 | Estadio Universitario   | América      | 1 - 1     | Guadalajara  |
| 13 mar. 1966 | Estadio A.C.Díaz        | CD Zacatepec | 1 - 1     | Cruz Azul    |
| 20 mar. 1966 | Estadio 10 de diciembre | Cruz Azul    | 1 - 2     | América      |
| 20 mar. 1966 | Estadio A.C.Díaz        | CD Zacatepec | 1 - 0     | Guadalajara  |

### Girone C

#### Classifica
| Squadra    | Pt | G | V | N | P | GF | GS | DG |
| ---------- | -- | - | - | - | - | -- | -- | -- |
| Toluca     | 10 | 6 | 5 | 0 | 1 | 11 | 6  | +5 |
| Veracruz   | 10 | 6 | 5 | 0 | 1 | 15 | 8  | +7 |
| Pumas UNAM | 3  | 6 | 1 | 1 | 4 | 10 | 14 | -4 |
| Atlas      | 1  | 6 | 0 | 1 | 5 | 4  | 12 | -8 |

#### Risultati
| Data         | Luogo                 | Squadra 1  | Risultato | Squadra 2  |
| ------------ | --------------------- | ---------- | --------- | ---------- |
| 13 feb. 1966 | Estadio Jalisco       | Atlas      | 2 - 2     | Pumas UNAM |
| 13 feb. 1966 | Estadio L.G.Dosal     | Toluca     | 1 - 0     | Veracruz   |
| 16 feb. 1966 | Estadio Universitario | Pumas UNAM | 1 - 2     | Toluca     |
| 20 feb. 1966 | Parque Veracruzano    | Veracruz   | 1 - 0     | Atlas      |
| 27 feb. 1966 | Estadio L.G.Dosal     | Toluca     | 1 - 0     | Atlas      |
| 27 feb. 1966 | Parque Veracruzano    | Veracruz   | 5 - 2     | Pumas UNAM |
| 5 mar. 1966  | Estadio Universitario | Pumas UNAM | 2 - 0     | Atlas      |
| 6 mar. 1966  | Parque Veracruzano    | Veracruz   | 3 - 2     | Toluca     |
| 13 mar. 1966 | Estadio Jalisco       | Atlas      | 1 - 3     | Veracruz   |
| 13 mar. 1966 | Estadio L.G.Dosal     | Toluca     | 2 - 1     | Pumas UNAM |
| 16 mar. 1966 | Estadio Universitario | Pumas UNAM | 2 - 3     | Veracruz   |
| 20 mar. 1966 | Estadio Jalisco       | Atlas      | 1 - 3     | Toluca     |

### Girone D

#### Classifica
| Squadra       | Pt | G | V | N | P | GF | GS | DG  |
| ------------- | -- | - | - | - | - | -- | -- | --- |
| Necaxa        | 11 | 6 | 5 | 1 | 0 | 19 | 8  | +11 |
| Irapuato      | 7  | 6 | 3 | 1 | 2 | 14 | 5  | +9  |
| Oro           | 5  | 6 | 1 | 3 | 2 | 7  | 11 | -4  |
| Ciudad Madero | 1  | 6 | 0 | 1 | 5 | 5  | 21 | -16 |

#### Risultati
| Data         | Luogo                     | Squadra 1     | Risultato | Squadra 2     |
| ------------ | ------------------------- | ------------- | --------- | ------------- |
| 12 feb. 1966 | Estadio Ejército Nacional | Ciudad Madero | 1 - 1     | Oro           |
| 13 feb. 1966 | Estadio Universitario     | Necaxa        | 2 - 1     | Irapuato      |
| 19 feb. 1966 | Estadio Universitario     | Necaxa        | 7 - 1     | Ciudad Madero |
| 20 feb. 1966 | Estadio Jalisco           | Oro           | 0 - 0     | Irapuato      |
| 24 feb. 1966 | Estadio Jalisco           | Oro           | 1 - 3     | Necaxa        |
| 27 feb. 1966 | Estadio Revolución        | Irapuato      | 4 - 0     | Ciudad Madero |
| 3 mar. 1966  | Estadio Jalisco           | Oro           | 3 - 2     | Ciudad Madero |
| 6 mar. 1966  | Estadio Revolución        | Irapuato      | 2 - 3     | Necaxa        |
| 12 mar. 1966 | Estadio Ejército Nacional | Ciudad Madero | 1 - 2     | Necaxa        |
| 13 mar. 1966 | Estadio Revolución        | Irapuato      | 3 - 0     | Oro           |
| 19 mar. 1966 | Estadio Ejército Nacional | Ciudad Madero | 0 - 4     | Irapuato      |
| 19 mar. 1966 | Estadio Universitario     | Necaxa        | 2 - 2     | Oro           |

## Semifinali
| Squadra 1 | Totale | Squadra 2 | Andata       | Ritorno             |
| --------- | ------ | --------- | ------------ | ------------------- |
|           |        |           | 27 mar. 1966 | 31 mar./3 apr. 1966 |
| León      | 4 - 2  | América   | 4 - 0        | 0 - 2               |
| Toluca    | 3 - 5  | Necaxa    | 3 - 3        | 0 - 2dts            |

## Finale
| Città del Messico 10 aprile 1966, ore 15:00 | Necaxa | 3 – 3 (d.t.s.) | León | Estadio Universitario |

## Finale (Ripetizione)
| Città del Messico 12 aprile 1966, ore 15:00 | Necaxa | 1 – 0 | León | Estadio Universitario |

### Verdetto finale
Il Necaxa vince la copa México 1965-1966.

## Coppa "Campeón de Campeones" 1966
- Partecipano le squadre vincitrici del campionato messicano (America) e della coppa del Messico (Necaxa). Il Necaxa si aggiudica il titolo.

## Finale
| Città del Messico 17 aprile 1966, ore 15:00 | Necaxa     | 2 – 0 | América | Estadio Universitario |
| \| \| \| \| \| 68’, 82’ Dante Juárez \| Marcatori \| \| \| Antonio Mota Tomás Reynoso Francisco Majewski Carlos Albert Mario Pérez Guadarrama Alfredo Romo Jiménez Roberto Martínez Dante Juárez Javán Marinho Agustín Peniche \| Formazioni \| Jorge Iniestra Javier Martínez Juan Bosco Negrete Martín Ibarreche Víctor Mendoza Orozco Mario Ayala Jorge Gómez José Alves Izidio Neto (Vavá) Moacyr dos Santos \| \| Miguel Marín \| Allenatori \| Roberto Scarone \| |            | |         |                       |
| |            | |         |                       |
| 68’, 82’ Dante Juárez | Marcatori  | |         |                       |
| Antonio Mota Tomás Reynoso Francisco Majewski Carlos Albert Mario Pérez Guadarrama Alfredo Romo Jiménez Roberto Martínez Dante Juárez Javán Marinho Agustín Peniche | Formazioni | Jorge Iniestra Javier Martínez Juan Bosco Negrete Martín Ibarreche Víctor Mendoza Orozco Mario Ayala Jorge Gómez José Alves Izidio Neto (Vavá) Moacyr dos Santos |         |                       |
| Miguel Marín | Allenatori | Roberto Scarone |         |                       |